# Ronald M. Hahn
Ronald M. Hahn (n. 20 decembrie 1948, Wuppertal, Germania) este un scriitor, traducător și autor german de cărți non-ficțiune și science-fiction. O serie de lucrări scrise împreună cu Hans Joachim Alpers au apărut sub pseudonimul comun Daniel Herbst.

## Biografie
Încă din copilărie, Ronald M. Hahn a fost interesat de literatura fantastică. El a lucrat inițial ca ucenic de tipograf. Din 1972 până în 1974 a editat seria științifico-fantastică Fischer Orbit (S. Fischer Verlag, Frankfurt/Main); din 1982 până în 1988 a avut aceeași funcție la Ullstein Verlag (Berlin). Începând din 1977 a fost liber-profesionist și a lucrat ca agent literar, traducător (peste 150 de romane și cărți de non-ficțiune), editor de reviste, editor de carte la edituri ca Heyne, Eichborn și Fantasy Productions, jurnalist și autor de romane și povestiri în domeniul science fiction, thriller și aventură. A publicat peste 60 de romane și povestiri, precum și 22 de cărți de non-ficțiune referitoare la cinematografie (începând din 2014). Unele dintre lucrările sale umoristice și satirice au fost publicate în străinătate (Polonia, Cehoslovacia, Republica Cehă, Bulgaria, Ungaria, Brazilia, Olanda, Franța, Italia, SUA și URSS). Ronald M. Hahn este autorul regulat al serialului săptămânal Maddrax, care a fost publicat din 2000 și pentru care a scris 42 de romane până la sfârșitul lui 2013. Din 2002 până în 2011 a redactat revista de literatură SF NOVA, împreună cu Michael K. Iwoleit.
Ronald M. Hahn locuiește în Wuppertal.

## Premii
- Premiul Kurd-Laßwitz: în 1981 pentru cea mai bună povestire (Auf dem großen Strom)
- Premiul Kurd Laßwitz: în 1981 premiul special (cu Hans Joachim Alpers, Werner Fuchs și Wolfgang Jeschke) pentru Das Lexikon der Science Fiction Literatur
- Premiul Kurd Laßwitz în 1982 pentru cea mai bună povestire (Ein paar kurze durch die Zensur geschmuggelte Szenen aus den Akten der Freiheit & Abenteuer GmbH)
- Premiul Kurd Laßwitz: în 1983 (cu Hans-Joachim Alpers și Werner Fuchs) pentru Reclams Science Fiction Führer
- Premiul Kurd Laßwitz: în 1986 (cu Hans Joachim Alpers) pentru cea mai bună povestire (Traumjäger)
- Premiul Kurd Laßwitz: în 1997 pentru cea mai bună traducere (John Clute: Science Fiction - Eine illustrierte Enzyklopädie)
- Premiul Deutscher Fantasy: în 2005 (cu Hans Joachim Alpers, Werner Fuchs, Jörg Marten Munsonius și Hermann Urbanek) pentru Lexikon der Fantasy-Literatur

## Lucrări
Lucrări din seria Heftroman:
- Geister-Krimi, 1975
- Erbers Grusel Krimi Doppelband, 1976
- Gespenster-Krimi, 1976–1977
- Silber Grusel Krimi, 1980 (povestirea scrisă împreună cu Helmut Wenske a reprezentat baza unui roman de Uwe Anton)
- Die Terranauten (als Conrad C. Steiner)
- Maddrax, 2000–2013

### Seria T.N.T. Smith: Jäger der Unsterblichen
- Der Club der Unsterblichen, Blitz, Windeck 1998, ISBN 3-932171-57-8
- Die Stadt unter den Bergen, Blitz, Windeck 1999, ISBN 3-932171-58-6 (von Horst Pukallus)
- Das Kommando Ragnarök Blitz, Windeck 1999, ISBN 3-932171-59-4
- Stahlgewitter Khalkin-Gol, Blitz, Windeck 1999, ISBN 3-932171-65-9 (von Horst Pukallus)
- Die Insel der Unsterblichen, Blitz, Windeck 2000, ISBN 3-932171-66-7
- Der Tempel von Bagdad, Blitz, Windeck 2000, ISBN 3-932171-67-5
- Der Herrscher von Manila, Blitz, Windeck 2001, ISBN 3-932171-53-5
- Die Tänzerin von Kairo, Romantruhe, Kerpen 2008
- Die Sizilien-Affäre, Romantruhe, Kerpen 2008
- Das Labyrinth des Schweigens, Romantruhe, Kerpen 2008
- Der Tag des Götterwinds, Romantruhe, Kerpen 2008
- An der Brücke zu den Sternen, Romantruhe, Kerpen 2008
- Wächter der Erde, Romantruhe, Kerpen 2015 (von Horst Pukallus)

### Maddrax
- Dämon aus der Tiefe (Band 7), Zaubermond, Schwelm, 2004
- Welt im Zwielicht (Band 11), Zaubermond, Schwelm, 2006
- Am Tor zur Hölle (Band 13), Zaubermond, Hamburg, 2006
- Der Klon (Band 15), Zaubermond, Hamburg, 2007
- Das Wasser des Lebens (Band 19), Zaubermond, Hamburg, 2008
- Herrin der Schatten (Band 23), Zaubermond, Hamburg, 2009

### Raumschiff Promet – Neue Abenteuer
- Psycho Transfer (Band 3), Blitz, Windeck 1999, ISBN 3-932171-32-2
- Im Auftrag des Sternenkaisers (Band 10), Blitz, Windeck 2000, ISBN 3-932171-79-9
- Exilplanet Othan (Band 11), Blitz, Windeck 2000, ISBN 3-89840-101-4

### Romane
- Die Flüsterzentrale, Heyne, München 1977, ISBN 3-453-30450-0 (cu Harald Buwert)
- Die Temponauten, Corian, Meitingen 1983, ISBN 3-89048-103-5; Heyne, München 1988, ISBN 3-453-02773-6 (cu Harald Pusch)
- Der rote Gott, Ullstein, Frankfurt am Main/Berlin 1988, ISBN 3-548-21079-1
- Auf der Erde gestrandet Windeck, Blitz 1997, ISBN 3-932171-01-2
- Socialdemokraten auf dem Monde. Eine Weltraum-Clamotte, Heyne, München 1998, ISBN 3-453-13339-0
- Alptraumland, Windeck, Blitz 1999, ISBN 3-932171-15-2 (cu Horst Pukallus)
- Wo keine Sonne scheint, Wuppertal, Nummer Eins 2001, ISBN 3-8311-0994-X - Radolfzell, Unitall 2010 (cu Horst Pukallus)
- Captain Enfick, Temponaut, in: Die Stahlfront-Akten, Radolfzell, Unitall 2011, ISBN 978-3-905937-65-7
- Odyssee der Verlorenen, Köln 2011, Mohlberg, ISBN 978-3-942079-34-1
- Die Saat des Bösen, Radolfzell, Unitall 2012, ISBN 978-3-937355-78-8 (ca Roger Constantin)
- Willkommen in Gnomistan. Computer-Kid im Märchenland, Apex 2017, eBook

### Volume de povestiri
- Ein Dutzend H-Bomben Ullstein, Frankfurt/Main, Berlin, Wien 1983, ISBN 3-548-31052-4
- Inmitten der großen Leere Ullstein, Frankfurt/Main, Berlin, Wien 1984, ISBN 3-548-31074-5
- Auf dem großen Strom Bastei Lübbe, Bergisch Gladbach 1986, ISBN 3-404-22088-9
- Die Roboter und wir Ullstein, Frankfurt/Main, Berlin, Wien 1987, ISBN 3-548-31162-8 (ca Isaak Asimuff cu Uwe Anton și Thomas Ziegler)
- Traumjäger, RMH 2013, eBook
- Die Zukunft von gestern, RMH 2013, eBook

### Cărți pentru tineret
Weltraumvagabunden (cu Hans Joachim Alpers)
- Das Raumschiff der Kinder Ensslin und Laiblin, Reutlingen 1977, ISBN 3-7709-0387-0
- Planet der Raufbolde Ensslin und Laiblin, Reutlingen 1977, ISBN 3-7709-0388-9
- Wrack aus der Unendlichkeit Ensslin und Laiblin, Reutlingen 1977, ISBN 3-7709-0402-8
- Bei den Nomanden des Weltraums Ensslin und Laiblin, Reutlingen 1977, ISBN 3-7709-0403-6
- Die rätselhafte Schwimminsel Ensslin und Laiblin, Reutlingen 1978, ISBN 3-7709-0408-7
- Der Ring der dreißig Welten Ensslin und Laiblin, Reutlingen 1979, ISBN 3-7709-0437-0

### Cărți pentru copii

#### ca Daniel Herbst, împreună cu Hans J. Alpers
vezi Daniel Herbst

#### Die Datendetektive
- Jagd auf Killer.Exe Ensslin, Reutlingen 2002, ISBN 978-3-401-45041-4
- Gefährlicher Chat. Ensslin, Reutlingen 2004, ISBN 3-401-02304-7
- SOS per E-Mail. Arena, Würzburg 2004, ISBN 3-401-02302-0

#### altele
- Goldfieber am Yukon River, 1988
- Steffi jagt Herrn Unbekannt, 1988
- Die Schattenbande, 1990
- Vampire wie du und ich, 1991
- Yukon Annie, 1991
- Nebelgasse Nr. 3, 1993
- Henry jagt den Mondrubin, 1994
- Geheimnis um Haus Finsterwald, 1998

### Cărți audio
- Die Datendetektive: Jagd auf Killer.Exe. Daun: Radioropa 2007, ISBN 978-3-86667-649-7
- Die Datendetektive: SOS per E-Mail. Daun: Radioropa 2007, ISBN 3-86667-654-9
- Die Datendetektive: Gefährlicher Chat. Daun: Radioropa 2007, ISBN 3-86667-650-6
- Socialdemokraten auf dem Monde. Köln: Theater Deutzer Freiheit 2009, ISBN 978-3-940392-33-6
- Die Festung des Blutes. Bergisch Gladbach: Lübbe Audio 2009
- Der schlafende König. Bergisch Gladbach: Lübbe Audio 2009
- Sherlock Homes: Die unsichtbare Wand, Remscheid: Winterzeit 2014, ISBN 978-3-943732-48-1
- Im Club der Satanstöchter (als Henry Quinn). Kerpen: Romantruhe Audio 2015, ISBN 978-3-86473-132-7
- Tagebuch des Grauens (als Henry Quinn). Kerpen: Romantruhe Audio 2016, ISBN 978-3-86473-135-8

### Ca editor de lucrări

#### The Magazine of Fantasy and Science Fiction
Publicată integral dea Wilhelm Heyne-Verlag
- Das fröhliche Volk von Methan (Band 64), 1983, ISBN 3-453-30874-3
- Cyrion in Bronze (Band 65), 1983, ISBN 3-453-30897-2
- Im fünften Jahr der Reise (Band 66), 1983, ISBN 3-453-30942-1
- Dinosaurier auf dem Broadway (Band 67), 1983, ISBN 3-453-30967-7
- Mythen der nahen Zukunft (Band 68), 1984, ISBN 3-453-31004-7
- Nacht in den Ruinen (Band 69), 1984, ISBN 3-453-31059-4
- Willkommen in Coventry (Band 70), 1984, ISBN 3-453-31097-7
- Kryogenese (Band 71), 1985, ISBN 3-453-31131-0
- Der Drachenheld (Band 72), 1985, ISBN 3-453-31182-5
- Der Zeitseher (Band 73), 1986, ISBN 3-453-31244-9
- Der Schatten des Sternenlichts (Band 74), 1986, ISBN 3-453-31311-9
- Sphärenklänge (Band 75), 1987, ISBN 3-453-31387-9
- Die Wildnis einer großen Stadt (Band 76), 1987, ISBN 3-453-00468-X
- Reisegefährten (Band 77), 1988, ISBN 3-453-01018-3
- Volksrepublik Disneyland (Band 78), 1988, ISBN 3-453-02788-4
- Rückkehr von der Regenbogenbrücke (Band 79), 1989, ISBN 3-453-03163-6
- In Video Veritas (Band 80), 1989, ISBN 3-453-03492-9
- Die Lärmverschwörung (Band 81), 1990, ISBN 3-453-03937-8
- Mr. Corrigans Homunculi (Band 82), 1990, ISBN 3-453-04321-9
- Der Wassermann (Band 83), 1991, ISBN 3-453-04495-9
- Der magische Helm (Band 84), 1991, ISBN 3-453-05022-3
- Hüter der Zeit (Band 85), 1992, ISBN 3-453-05402-4
- Cyberella (Band 86), 1992, ISBN 3-453-05855-0
- Ebenbilder (Band 87), 1993, ISBN 3-453-06231-0
- Johnnys Inferno (Band 88), 1993, ISBN 3-453-06620-0
- Invasoren (Band 89), 1994, ISBN 3-453-07279-0
- Der letzte Mars-Trip (Band 90), 1994, ISBN 3-453-07781-4
- Ein neuer Mensch (Band 91), 1995, ISBN 3-453-07990-6
- Ansleys Dämonen (Band 92), 1995, ISBN 3-453-08587-6
- Die Untiefen der Sirenen (Band 93), 1996, ISBN 3-453-09469-7
- Die Halle der neuen Gesichter (Band 94), 1996, ISBN 3-453-10949-X
- Der dreifache Absturz des Jeremy Baker (Band 95), 1997, ISBN 3-453-11921-5
- Der Lincoln-Zug (Band 96), 1997, ISBN 3-453-12673-4
- Der Dunkelstern (Band 97), 1998, ISBN 3-453-13331-5
- Der Tod im Land der Blumen (Band 98), 1998, ISBN 3-453-14009-5
- Werwolf im Schafspelz (Band 99), 1999, ISBN 3-453-14985-8
- Die Marsprinzessin (Band 100), 1999, ISBN 3-453-15663-3
- Die Roosevelt-Depeschen (Band 101), 2000, ISBN 3-453-16200-5

#### Nova
- Nova 1, 2002 (cu Michael K. Iwoleit și Helmut W. Mommers)
- Nova 2, 2003 (cu Michael K. Iwoleit și Helmut W. Mommers)
- Nova 3, 2003 (cu Michael K. Iwoleit și Helmut W. Mommers)
- Nova 4, 2003 (cu Michael K. Iwoleit și Helmut W. Mommers)
- Nova 5, 2004 (cu Michael K. Iwoleit și Olaf G. Hilscher)
- Nova 6, 2004 (cu Michael K. Iwoleit și Olaf G. Hilscher)
- Nova 7, 2005 (cu Michael K. Iwoleit și Olaf G. Hilscher)
- Nova 8, 2005 (cu Michael K. Iwoleit și Olaf G. Hilscher)
- Nova 9, 2006 (cu Michael K. Iwoleit și Olaf G. Hilscher)
- Nova 10, 2006 (cu Michael K. Iwoleit și Olaf G. Hilscher)
- Nova 11, 2007 (cu Michael K. Iwoleit și Olaf G. Hilscher)
- Nova 12, 2007 (cu Michael K. Iwoleit și Olaf G. Hilscher)
- Nova 13, 2008 (cu Michael K. Iwoleit și Frank Hebben)
- Nova 14, 2008 (cu Michael K. Iwoleit și Frank Hebben)
- Nova 15, 2009 (cu Michael K. Iwoleit și Frank Hebben)
- Nova 16, 2010 (cu Michael K. Iwoleit și Frank Hebben)
- Nova 17, 2010 (cu Michael K. Iwoleit și Frank Hebben)
- Nova 18, 2011 (cu Frank Hebben, Olaf G. Hilscher și Michael K. Iwoleit)

### Antologii
- Science Fiction aus Deutschland, 1974, ISBN 3-436-01987-9 (cu Hans J. Alpers)
- Zukunftsgeschichten?, 1976, ISBN 3-88142-169-6
- Die Tage sind gezählt, 1980, ISBN 3-453-30614-7
- Gemischte Gefühle, 1980, ISBN 3-8118-3527-0
- Titan 17, 1981, ISBN 3-453-30776-3 (cu Wolfgang Jeschke)
- Welten der Wahrscheinlichkeiten, 1983, ISBN 3-548-31061-3
- Piloten durch Zeit und Raum, 1983, ISBN 3-7709-0527-X
- Visionen von Morgen, 1985, ISBN 3-548-31096-6
- 13 Science Fiction Stories, 1985, ISBN 978-3-15-008079-5 (cu Hans J. Alpers și Werner Fuchs)
- Unexplored Territories. 2005, ISBN 3-8334-2741-8 (cu Olaf G. Hilscher și Michael K. Iwoleit)

### Literatură de non-ficțiune
- Dokumentation der Science Fiction ab 1926 in Wort und Bild, 1978 (cu Werner Fuchs și Joachim Alpers)
- Lexikon der Science Fiction Literatur, 2 Bde., Heyne, München 1980, ISBN 3-453-01063-9 / ISBN 3-453-01064-7 (cu Hans Joachim Alpers, Werner Fuchs și Wolfgang Jeschke)
- Reclams Science Fiction Führer, Reclam, Stuttgart 1982, ISBN 3-15-010312-6 (cu Hans Joachim Alpers și Werner Fuchs)
- Mit Volker Jansen: Lexikon des Science-Fiction-Films. 720 Filme von 1902 bis 1983, München (Heyne) 1983. ISBN 3-453-01901-6
- Lexikon der Science Fiction Literatur erweiterte und aktualisierte Neuausgabe in einem Band. Heyne, München 1988 + 1990, ISBN 3-453-02453-2 (cu Hans Joachim Alpers, Werner Fuchs, Wolfgang Jeschke)
- Lexikon des Horrorfilms, Bastei-Lübbe, Bergisch Gladbach 1985, ISBN 3-404-28130-6 (cu Volker Jansen)
- Lexikon des Fantasy-Films. 650 Filme von 1900–1986 Heyne, München 1986, ISBN 3-453-02273-4 (cu Volker Jansen, Norbert Stresau)
- Charlie Chaplin, 1987 (cu Volker Jansen)
- Lexikon des Science-Fiction-Films. 1000 Filme von 1902–1987 Heyne, München 1990, ISBN 3-453-00731-X (cu Volker Jansen)
- Das Heyne-Lexikon des Science-Fiction-Films. 1500 Filme von 1902 bis heute Heyne, München 1994 (Heyne Filmbibliothek), ISBN 3-453-06318-X (cu Volker Jansen)
- Die Star-Trek-Filme. Heyne, München 1993 (Heyne Filmbibliothek, Bd. 189), ISBN 3-453-06552-2
- Die 100 besten erotischen Filme, 1993 (ca Armand Dupont)
- Lexikon des erotischen Films, 1993
- Donald Duck. Ein Leben in Entenhausen Tilsner, München 1994, ISBN 3-910079-55-5 (cu Uwe Anton)
- Das Heyne-Lexikon des erotischen Films. Über 1600 Filme von 1933 bis heute Heyne, München 1995 (Heyne Filmbibliothek, Bd. 224), ISBN 3-453-09010-1
- Star Trek Enzyklopädie. Film, TV und Video Heyne, München 1995, ISBN 3-453-09070-5 (cu Uwe Anton)
- Lexikon des Science Fiction Films. 2000 Filme von 1902 bis heute, 2 Bände, Heyne, München 1997 (Heyne Filmbibliothek, Bd. 32), ISBN 3-453-11860-X (cu Volker Jansen)
- Kultfilme. Die 100 besten Kultfilme, von „Metropolis“ bis „Fargo“ Heyne, München 1998 (Heyne Filmbibliothek, Bd. 73), ISBN 3-453-86073-X (cu Volker Jansen)
- Lexikon der Horrorliteratur Fantasy Productions, Erkrath 1999, ISBN 3-89064-556-9 (cu Hans Joachim Alpers și Werner Fuchs)
- Alfred Hitchcock. Der Meister der Angst. Droemer Knaur, München 1999, ISBN 3-426-77455-0 (cu Rolf Giesen)
- Heyne Filmlexikon. 10 000 Filme aus 100 Jahren Filmgeschichte 2 Bde. Heyne, München 1999 (Heyne Filmbibliothek, Bd. 271), ISBN 3-453-15747-8 (cu Lothar R. Just și Georg Seeßlen)
- Imperium Rhodanum, Books on Demand 2001, ISBN 3-8311-0992-3 (cu Horst Pukallus)
- Das neue Lexikon des Fantasy-Films Lexikon-Imprint, Berlin 2001, ISBN 3-89602-281-4 (cu Rolf Giesen)
- Die schlechtesten Filme aller Zeiten. Eine Reise durch die größten Peinlichkeiten der Kinogeschichte Lexikon-Imprint, Berlin 2002, ISBN 3-89602-514-7 (cu Rolf Giesen)
- Lexikon der Fantasy-Literatur Fantasy Productions, Erkrath 2005, ISBN 3-89064-566-6 (cu Hans Joachim Alpers și Werner Fuchs)
- Unterbarmer Blagen. Aufgewachsen zwischen Rudi Schuricke und Elvis, Wuppertal 2014, ISBN 978-3-00-045506-3 (cu Monika Arnold, Horst Hinrichs, Erhard Knorr și F.P. Gunnar Kohleick)
- Lass dir ma' die Haare schneiden. Erinnerungen aus den 50er und 60er Jahren, Wuppertal 2016, ISBN 978-3-939843-68-9 (cu Horst Hinrichs, Friedhelm Hüppop, Erhard Knorr, F.P. Gunnar Kohleick, Uwe Rotter, Wolfgang Pohlmann, Horst Pukallus)
- Die wilden Sechziger. Als der Beat ins Tal kam, Wuppertal 2017, ISBN 978-3-939843-86-3 (cu Volker Lieb)